# ピオリア (アリゾナ州)
ピオリア（英: Peoria）は、アメリカ合衆国アリゾナ州のマリコパ郡にある都市。一部はヤヴァパイ郡に跨る。フェニックス都市圏内にあり、人口は19万0985人（2020年）である。市名はイリノイ州ピオリア市に因むものであるが、人口はイリノイ州の都市を上回る。「ピオリア」はイリニ族インディアンの言葉で「プレーリーの火」を意味するものが訛ったものである。
メジャーリーグベースボールの春季キャンプでは、サンディエゴ・パドレスやシアトル・マリナーズが市内のピオリア・スポーツ・コンプレックスを共有している。2008年7月の「マネー・マガジン」の「住みたい町トップ100」に掲載された。

## 歴史

### 開拓初期
ピオリアはソルト川流域のなだらかな傾斜をした砂漠地帯にあり、北にある山脈の麓まで拡がっている。砂漠にある町と同様、ピオリア開拓のための重要項目は水だった。雨季があり、また山脈から流れ出る雪解け水のためにソルト川が満たされ、時には氾濫して何ヶ月も掛けた労働を無にすることがあった。この地域に住み一年中生産性を上げていくとすれば、洪水と干魃のサイクルに打ち勝ち、年中制御できる信頼できる水の供給を確保する必要があった。開拓者はまず灌漑から始めた。1868年、ジョン・W・"ジャック"・スウィリングが一群の人々を組織して、ソルト川流域では最初の現代的灌漑用溝を掘らせた。これが成功してこの地域により多くの人々が定着するようになり、活性化した灌漑設備の恩恵を受けるようになった。
1872年までに、この渓谷には耕作用地8,000エーカー (32 km²) ができ、ソルト川沿いに繁盛する地域社会が建設された。年を経る間に灌漑会社が次々に現れ、その後の3年間でマリコパ、グランド、ソルトリバー・バレーの3運河ができてこの流域の成長を支えた。先見の明のある開拓者は当時完成したグランド運河より上の斜面上にひろがる砂漠を利用することで収入に繋がる可能性を考え始めた。このために1882年にアリゾナ運河会社が組織化された。この会社が提案した運河は、その後にピオリア市となる地域を含む約8万エーカー (320 km²) 以上を潤すものであり、より一貫性があり安定した水の供給を行えるものだった。
アリゾナ運河会社は元北軍将校ウィリアム・J・マーフィーをこの全長41マイル (66 km) の運河建設の指導者に指名した。イリノイ州出身のこの技師は大西洋と太平洋を結ぶ鉄道（後のアッチソン・トピカ・アンド・サンタフェ鉄道）延伸部の評価を終えたばかりだった。会社はマーフィーに対する報酬を現金で支払えなかったので、その代償に土地と広大な土地に対する水利権を提案した。マーフィーは洞察力があったのでこの条件を飲み、1885年にアリゾナ運河を完成させた。
マーフィーはイリノイ州に戻って、土地を持続可能な農業地に変えるための開拓者を募集した。この地方の気候と農業における可能性に関する説明で、イリノイ州ピオリア市の何人かの住人が気を引かれ、間もなく5,000エーカー (20 km²) の土地を購入した。イリノイ州を離れた4戸の農家が現在ピオリア市となった所に移住した。開拓者達は単純な日干し煉瓦の家を建てるまで、大型のキャンバス地のテントに住んだ。ピオリアは当時まだフロンティアの都市で人口約3,500人に過ぎなかったフェニックスから14マイル (21 km) の距離にあった。フェニックスとハッサヤンパ川沿い現在のウィッケンバーグとを繋ぐ砂漠のぞっとするような道が唯一の輸送路だったが、1887年に新しい道路が敷かれた。道幅100フィート (30 m) のこの大通りはグランド・アベニューと名付けられ、新しい計画町のアルハンブラ、グレンデールおよびピオリアを斜めに横切り、直ぐにフェニックスからバルチャー鉱山に向かう主要道路になった。ピオリアの土地はイリノイ州から来たジョセフ・B・グリーンハットとデロス・S・ブラウンが事実上所有していた。1890年、この2人は砂漠土地法によって政府から4区画の土地を獲得した。彼等は1897年5月24日にマリコパ郡法務官と共にピオリアの配置図を登記し、故郷の町に因んでその土地をピオリアと名付けた。
ピオリアの町の初期計画図には、東西方向の道路として南からモンロー、マディソン、ジェファーソン、ワシントン、ジャクソン、リンカーン、グラントおよびヴァン・ビューレンの各通りがあった。また南北方向の道路として西からアーモンド（現在の85番アベニュー）、ピーチ（現在の84番アベニュー）、オレンジ（現在の83番アベニュー）、ヴァイン（現在の82番アベニュー）、ウォルナット（現在の81番アベニュー）と並んでいた。この区割りは現在のピオリア市で、85番アベニューを南に下ってモンロー通りの角から東に81番アベニューまで行き、そこからデザート・コーブ配列の南までが相当している。
提案されたピオリアの町の測量が済むと、1889年にグランド・アベニューとワシントン通り交差点に大衆が利用できる井戸が手掘りで掘られた。「町の井戸」は住民だけでなく旅人も利用した。5年後にこの井戸は給水塔に作り替えられ、タンクは高さ89フィート (27 m) もあった。水源としてだけでなく地域社会が集会を行う場所として、若い開拓地での住民の誇りの高まりを象徴するものに見えた。1888年8月4日、ピオリアの領域はその名前で郵便用住所として使われることを認められ、当時は27人が使った。マリコパ郡監督官が広さ49平方マイル (127 km²) の第11教育学区境界を定め、ワシントン通りに北向きに面した無人の煉瓦造り店舗で初めての授業が行われた。1891年には教室が1室だがピオリア初の学校が完成した。児童の通学は不安定だったが、9人の子供達を乗せて運ぶ荷馬車のお陰で郡の役人に目を付けられていたこの教育学区が救われた。

### 町の成長初期
1891年から1895年まで、サンタフェ・プレスコット・フェニックス鉄道の支線が敷かれ、ピオリアからフェニックス、グレンデール、アルハンブラ、ヘスペリアおよびマリネットを結んだ。この線ができたことでピオリアの発展を促進し、地域社会にとっては恩恵になった。ピオリアは鉄道会社を説得して83番アベニューのグランド・アベニュー近くに小さな駅を建設させた。これで牧場主や農夫がその牛や作物を運び出したり、商品を市内に運び入れたりすることが可能になった。この駅舎は1972年スコッツデール市に売却され、現在はマコーミック・スティルマン鉄道公園にある。
1899年、長老派教会の建設を通じてこの開拓地に永続性と安定性の雰囲気が創出された。ゴシック復古調で83番アベニューとマディソン通り角に建てられたこの教会は1900年に落成し、アリゾナ州では最古の現在も使われている長老派教会となっている。
1917年まで、ピオリアはまだ小さな町だったが、緩りとでも商業、農業および住宅地域を造っていった。しかしその成長の価値を減らしたのは、その変わりやすい外観であり、事業地区と呼ばれるようになる所にポツポツ現れるブリキと木材の建物が象徴していた。J・A・ハモンドとフランク・エイキンが、主要建材を煉瓦に変えるよう運動した。それは外観が良く、比較的安定していたからだった。ハモンドとエイキンはピオリアが発展できる地域と認識されるべきと考え、より実質的で魅力的な建物があるべきと考えた。煉瓦は高価だったので、地元の事業主に煉瓦造り建物に投資させるよう説得するのは難しかった。ハモンドとエイキンは自分達の店を壊し連棟で煉瓦造りの建物3棟を建てることで範を示した。

### 大火
1917年7月、ウィルヘルムの車庫に近いE・E・スタッフォードが運営するビリヤード場から出火した。出火原因は特定できなかったが、ハモンドとエイキンが、火は新しく建設した建物を含め事業地区のほとんど全てを飲み込んだ。グレンデイルとフェニックスの消防士が火災警報に反応して出動したが、既に遅すぎた。被害は甚大であり、町全体が消えたかのようだった。ピオリアの町は壊滅した。皮肉なことに、町の新しい煉瓦造り店舗を破壊した火事によって、他の事業主もより健全な建築手法と材料を使って建て直す必要があるという動機付けになった。この火事で、より堅牢で安定し、さらに見た目の良い建物の時代が始まった。この火事の起こった時期は幸運だった。アメリカ合衆国がその数か月前に第一次世界大戦に参戦し、国内の生産高と価格を上げるように指導した。とくに農業生産品の場合が顕著だった。ピオリアは再建に失敗するはずがなかった。農夫達は使うための新しい金を持っており、大望ある商店主は地元の繁栄という利点を活かすために事業の再建を急いだ。

### 20世紀初期
1919年頃、ピオリア商工会議所が結成され、ピオリアが市政を布く1954年まで非公式の政体の役割を果たした。1920年にはピオリア警防団が結成された。これは1950年代半ばまで全てボランティア組織だった。事業地区では1918年に3階建てのエドワーズ・ホテルが建設され、続いて1920年にはワシントン通りと83番アベニュー南西角にメイベル・フッドのビルが造られ、1920年代初期には繁栄していた。1920年6月にジョン・L・マイアーあるいはフラティロン・ビルが完成し、同年7月にはO・O・フューエルのパラマウント劇場ができた（1950年から2004年まで消防署として使われた）。1918年4月に完工したピオリア婦人クラブハウスが地域社会全体の活動の中心になった。町で最初の新聞「ザ・ピオリア・エンタプライズ」が1917年11月14日に週刊で発行され、1921年4月まで続いた。
ピオリア最初の図書館は1920年に婦人クラブ内に造られ、1975年には昔のピオリア市役所に移された（そこにはピオリア芸能センターが建設され今も残っている）。図書館は最終的にピオリア市複合施設に移転した。1959年5月婦人クラブはピオリア市にそのクラブハウスを寄付し、無料で集会を行えるようにした。
1906年に中央学校が建てられた。2室の石造り校舎は硬材の床と樹木で囲まれた豊富な貯蔵庫があり、馬やロバに日陰を作った。1910年までに中央学校に隣接して3教室の建物が建設され、1918年には講堂や教室4室を含む大きな校舎が完成した。1918年、ピオリアの学校に通う生徒は190人だった。通学の負担を軽減するために周辺地域にも学校が建てられた。1918年創設で南西部にできたモーガン学校は生徒数85人だった。町の1マイル (1.6 km) 東、2マイル (3 km) 北に建設されたグリーンフィールド学校は生徒数45人だった。北東部のベル学校は39人、3マイル (5 km) 北西のマリネット学校は約20人だった。
第11教育学区は当初小学校の学区だった。高校に入る生徒はグレンデイル高校まで通う必要があった。ピオリアの生徒数が増えるに連れて、8年生以上の生徒を教育する必要性が明らかになった。1919年、教育委員会はピオリア高校の建設を承認した。当時多くの者が高校を入れる3階建ての建物は大きすぎ高価に過ぎると考えたが、1922年に完成したときには50人が入学し、その後も急速に増加した。この高校はスペイン伝道所様式で建てられ、ムーア風の贅沢な建築要素を持っていた。
このころピオリア周辺の農業は多様な作物を生産していた。町には4つの綿糸工場があった。主要な工場は1923年に81番アベニューとグランド・アベニュー角に建てられたものだった。町には羊の牧場、柑橘園があり、小麦、トウモロコシ、ライ麦などを生産した。
世界恐慌のために綿花価格が下がり、ピオリアは不況に見舞われて、それが第二次世界大戦のはじまる1939年まで続いた。ニューディール政策の公共事業でピオリアでも職が作られ、1936年7月にはピオリア高校の体育館が建設された。

### 戦後の発展
経済活動が活性化したことにルーク空軍基地ができたこととソルト川流域全体が著しく成長したことが合わさり、さらには1950年代初期にエアコンが大量生産されたこともあって、ピオリアの住宅が増加した。戦後の建設ブームでピオリアはフェニックスのベッドタウンになる道を歩み、州都に通う人々の住宅が西に拡がっていった。
1954年、ピオリアの人口は1,925人、市域面積は720エーカー (2.9 km²) だった。成長していく地域社会は上下水道などの重要なサービスを必要としており、非公式な政体だった商工会議所の能力を超えていた。ピオリアは多くの議論と懐疑論を経て1954年6月7日に市制を布いた。7人の委員による市政委員会が作られ6月14日に最初の会議を開いた。
1955年と1956年、通りを基本として住居表示システムが策定された。1960年、郊外の開発が大きな影響を与えた。デル・ウェブがサンシティの開発を始め、そのことでピオリアの人口も増えた。1966年までに市域面積3.1平方マイル (8.0 km²)、通り延長36マイル (58 km) となった。1968年、下水道システムを造るための市債を発行し、下水道は1969年に完成した。1970年、消防士を公的資金で雇用する仕組みに移行した。
ピオリアの人口は1970年の4,792人から1980年の12,351人、1990年の50,675人と成長していった。1980年から1990年の増加率だけでも300％を超えた。新しい住民を支援し、ピオリアで働くことができるようにするために、市は商業や工業の発展を促し、バランスの取れた経済を維持することを目指した。ピオリア経済発展グループが組織され、初めてのアイススケート施設、近代的映画館およびクラスAのジムスペースが造られるようになった。
1988年ピオリアのオールドタウン外れに3,000万ドルを掛けて市の複合施設建設が始まった。1989年に警察署が開設され、1991年には市役所本館と裁判所、1993年には図書館ができた。

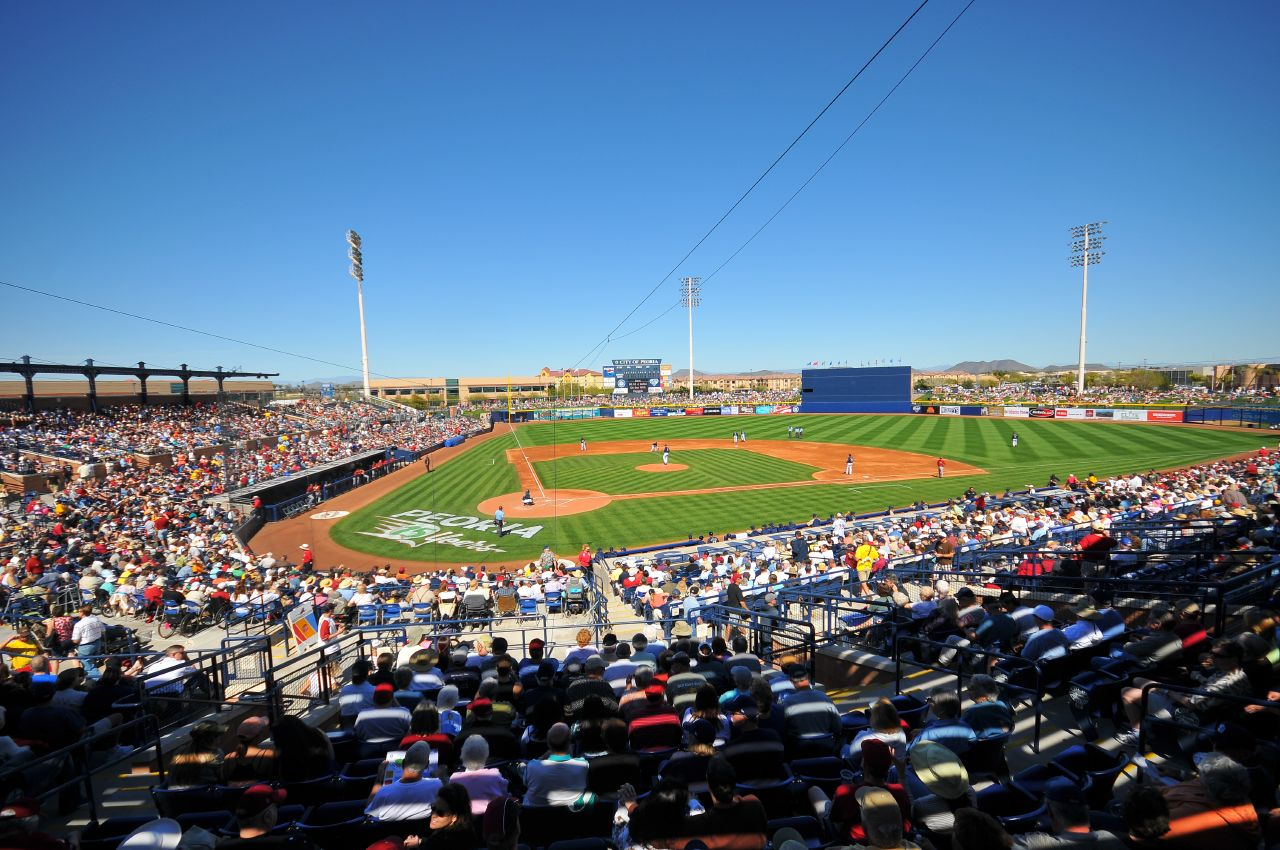
ピオリア・スポーツ複合施設

ピオリアでのメジャーリーグベースボールの春季キャンプは長い歴史がある。1970年代後半から1990年代にかけて、ピオリア・グリーンウェイ・スポーツ複合施設はミルウォーキー・ブルワーズのマイナーリーグ用トレーニング施設に使われた。この小さな施設は83番アベニューとグリーンウェイ道路に位置し、後のピオリア・スポーツ・コンプレックスができる場所になった。新しい施設の建設は1990年に承認された。この施設は1994年に完工し、郡内では初のメジャーリーグ春季キャンプ施設となった。現在はサンディエゴ・パドレスとシアトル・マリナーズの2チームが春季キャンプと選手開発に利用している。
ピオリア市はこの施設に大きな投資を行い、毎年その運営に助成金を出している。スタジアムでは多くの観光客を呼び寄せ、コンサート、結婚式、ビジネス行事、ボートツアーおよび祭が開催されている。このことで、レストランやホテルも誘致できた。83番アベニューとベル・アローヘッド噴水を中心にする地域はウェストバレーでもレストランが多く集中した場所となっている。このスタジアムは経済的に引き合っただけでなく、周辺の土地を市が所有していたので、その売却が市の収入を増やし、地域の生活水準を確保できた。

### 現在の開発
ピオリアは成長を続けている。1999年、プレザント湖地域公園周辺の土地の大半を併合した。ピオリアには世界的な教育と文化の中心となるチャレンジャー・スペースセンター・オブ・アリゾナができた。2007年には、ピオリア芸能センターが完成した。今日の市の成長はノースピオリアを中心に進んでいる。
2003年、干魃対応計画が作られ、アリゾナ州水道局はピオリア市が水供給確保計画が有るものとして表彰し、これは2010年まで続くものとなった。さらに、土地の開発量よりも多くの水を確保できたことではアリゾナ州最初の都市になった。1999年、砂漠地保存マスタープランが採択され、2001年5月には市の今後の成長と開発の青写真である総合計画が住民投票で承認された。2004年、ピオリアの計画立案者は砂漠地保存条令を作成しており、これでは丘陵の開発、土地固有植物の保護、水路など自然にあるものに対する建物の建設制限が取り扱われている。これは開発を考えたときのより包括的な概念を提供しており、全体的な影響を考慮して、公共と環境の双方に恩恵があり保存効果も最大となるように求めている。別の開発協定を通じて、ピオリア市民全体が楽しむことができる山岳地とオープンスペース4,000エーカー (16 km²) を保護地域に指定することができた。
ピオリア市は未開発の北部についてはまだ動いていないが、市の歴史ある中心街の再活性化については詳細計画を作成中である。劇場がこのプロジェクトの一部である。他にもファサード改修や外観ハンドブックの作成などの手段が採られている。これらの計画は時間の掛かるものもあれば、短期間で実現するものもある。
1990年から2000年に掛けて、ピオリア市は国内の人口10万人以上の都市の中でも5番目に成長速度の高い都市となった。その成長率は114％だった。2004年時点では170平方マイル (440 km²) 以上の市域に13万人以上が住むようになった。しかし、成長には代価がつきものである。市は開発者に対して影響料を課し、大きな開発計画については経済影響評価を求めている。
ピオリアにはバレー北東部からの生活様式が入ってきているので、その存在価値は以前よりもリゾートとレジャーへの関わりが強くなっている。経済計画は伝統的な住宅開発よりも工業、商業など複合的開発を目指した新しい環状300号回廊を造ることに向かっている。

## 地理
ピオリアは北緯33度34分57秒 西経112度14分19秒 / 北緯33.58250度 西経112.23861度に位置する。
アメリカ合衆国国勢調査局による報告では、この内陸の町の市域全面積は141.7平方マイル (366.9 kmkm2)、このうち陸地が138.2平方マイル (358.0 km2) であり、水域は3.5平方マイル (9.0 km2)、水域率は2.44%である。
ピオリア市は現在170平方マイル (440 km²) 以上の地域を併合してきており、マリコパ郡とヤバパイ郡の2郡に跨っている。ヤバパイ郡では最大の都市であるが、住民の大半はマリコパ郡内に住んでいる。
アグア・フリア川とニュー川が市内を流れる唯2つの川である。アグア・フリア川は通常水が無く、市北端にあるニューワッデルダムでプレザントに水を溜めている。ニュー川も洪水制御手段によって通常水無川である。市内には他に多くの小川がある。その中で最も重要なものはスカンク・クリークであり、隣接するグレンデールに通じる歩道がある。
ピオリア市の北端には小さな山や丘が多くある。それらはサンライズ山、ウェストキング山、イーストウィング山、キャルダーウッド・ビュート、チョーラ山、ホワイト峰、ヒエログリフィック山、およびツイン・ビュートである。
ピオリア市の道路システムはフェニックス市の伝統的格子配置に基づいており、大半の道路が南北と東西を向いている。その起点はフェニックス市中心街セントラル・アベニューとワシントン通り交差点である。ピオリア市はこの起点より全て西にあるので、南北方向の番号付き通りはアベニューである。主要幹線道路は1マイル (1.6 km) ずつ離れている。1マイルのブロックは約800の住居番号に分けられる。フェニックス市のセントラル・アベニューで始まる番号は半マイル西の7番アベニューが大通りである。そこから1マイル西の19番アベニューが大通りであり、以下大通りは27番、35番と8番ずつ増え、67番アベニューがピオリアの東部境界になっている。ピオリア市の北部にある通りは曲線が多く、川、山脈など地形の変化に従っている。市北端の道路でもフェニックス市の格子配置に従っている。

## 人口動態
以下は2006年の国勢調査推計による人口統計データである。
| 基礎データ - 人口: 108,364人 - 世帯数: 39,184世帯 - 家族数: 29,309家族 - 人口密度: 302.7人/km2（784.0人/mi2） - 住居数: 42,573軒 - 住居密度: 118.9軒/km2（308.0軒/mi2） 人種別人口構成 - 白人: 84.95% - アフリカン・アメリカン: 2.78% - ネイティブ・アメリカン: 0.68% - アジア人: 1.92% - 太平洋諸島系: 0.11% - その他の人種: 7.09% - 混血: 2.48% - ヒスパニック・ラテン系: 15.41% 年齢別人口構成 - 18歳未満: 28.4% - 18-24歳: 6.7% - 25-44歳: 30.6% - 45-64歳: 19.8% - 65歳以上: 14.4% - 年齢の中央値: 36歳 - 性比（女性100人あたり男性の人口） - 総人口: 92.5 - 18歳以上: 88.0 | 世帯と家族（対世帯数） - 18歳未満の子供がいる: 37.7% - 結婚・同居している夫婦: 62.0% - 未婚・離婚・死別女性が世帯主: 9.1% - 非家族世帯: 25.2% - 単身世帯: 20.5% - 65歳以上の老人1人暮らし: 10.3% - 平均構成人数 - 世帯: 2.73人 - 家族: 3.16人 収入と家計 - 収入の中央値 - 世帯: 52,199米ドル - 家族: 58,388米ドル - 性別 - 男性: 40,448米ドル - 女性: 29,205米ドル - 人口1人あたり収入: 22,726米ドル - 貧困線以下 - 対人口: 5.3% - 対家族数: 3.3% - 18歳未満: 5.86% - 65歳以上: 6.3% |

## 市政府
1983年11月、ピオリア市民は住民投票で市長を直接選挙で選ぶことを求め、1989年には市内を6つの選挙区に分ける市政委員会を設立した。各選挙区から1人の市政委員が選ばれている。選挙区は国勢調査の度に書き換えられている。現在の市長はボブ・バーレット、シティマネジャーはカール・スウェンソンである。

## 教育
ピオリア市域は主にピオリア統合教育学区内にあるが、北端の一部はデイアバレー統合教育学区内にある。ピオリア市内には4つの高校がある。
- ピオリア高校、1922年設立
- センテニアル高校、1990年設立
- サンライズマウンテン高校、1996年設立
- リバティ高校、2006年設立

ピオリア統合教育学区内に住む住民の住民の幾らかはグレンデール市域内に建てられている高校に通っている。ディアバレー教育学区の学校に行く住人は現在ほとんどいない。
市域内の小学校はアルタロマ小学校など21校ある。グレンデール市域内にあるピオリア統合教育学区の小学校に通う児童もいる。グレンデール市域内には小学校が10校ある。
ディアバレー教育学区に属し、市域内にあるのはテラマーとウェストウイングの2校である。
さらに公的予算がついたチャーター制高校や小学校もある。

## 著名な住人
- メアリー・E・ピーターズ、元アメリカ合衆国運輸長官
- イチロー、メジャーリーグベースボール選手、マイアミ・マーリンズ、ピオリアに休暇用家を持っている
- ザ・フォーマットとア・チェンジ・オブ・ペース、どちらもバンド

## 姉妹都市
ピオリア市は1つの都市と姉妹都市提携を結んでいる。
- 北アイルランド、バラ・オブ・アーズ